# Chordeiles minor
El atajacaminos común (Chordeiles minor), también conocido como añapero yanqui , añapero boreal, añapero migratorio, añapero zumbón, añapero común, aguaitacamino común, aguaitacamino migratorio, chotacabras migratorio, chotacabras zumbón, querebebé migratorio, gallina ciega boreal, pucuyo común, añapero, yanqui y otros nombres,  , es un ave Caprimulgiforme de la familia Caprimulgidae propia de América.
El nombre científico de esta especie, minor ("menor"), puede causar confusión. Originalmente esta especie se puso en el género Caprimulgus, y es de hecho más pequeña que algunos otros miembros de ese género, como Caprimulgus vociferus. Sin embargo, cuando se movió al género Chordeiles, resultó ser más grande que el atajacaminos menor (Chordeiles acutipennis).

## Características
Los adultos son oscuros con el castaño, patrones grises y blancos en el dorso y pecho; las alas largas son negras y muestran una barra blanca en el vuelo. La cola es oscura con una raya cruzada blanca; la parte superior de las alas oscuras con raya blanca. El macho adulto tiene la garganta blanca; la hembra tiene una garganta castaño claro.

## Historia  natural
Invernan en América del Sur; migran en bandadas. Es raro verlo en Europa occidental. Su hábitat de cría es América del Norte. Normalmente anidan en el suelo desnudo, a veces en tocones o terrazas de arena gruesa. Ponen dos huevos directamente en la tierra, no hay nido. La incubación la realizada la hembra y dura aproximadamente 20 días. El joven vuela a los 20 días de edad. Puede haber una segunda cría en la parte del sur de los Estados Unidos. 
Capturan insectos al vuelo, buscando alimento principalmente cerca del alba y crepúsculo, a veces por la noche con luna llena o cerca de la iluminación callejera. La llamada normalmente es corta. El macho realiza un despliegue etéreo durante el cortejo, mientras emite un sonido. 

## Subespecies
- Chordeiles minor minor
- Chordeiles minor asserriensis
- Chordeiles minor chapmani
- Chordeiles minor divisus
- Chordeiles minor henryi
- Chordeiles minor hesperis
- Chordeiles minor howelli
- Chordeiles minor neotropicalis
- Chordeiles minor panamensis
- Chordeiles minor sennetti
- Chordeiles minor twomeyi

## Galería de imágenes

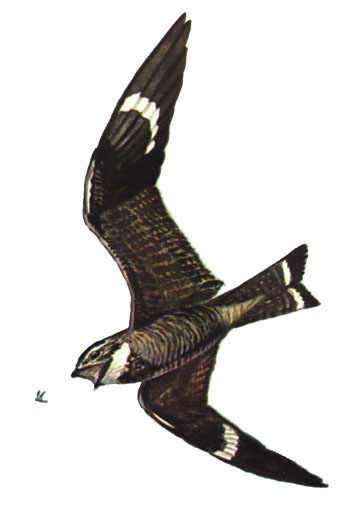
Chordeiles minor volando.
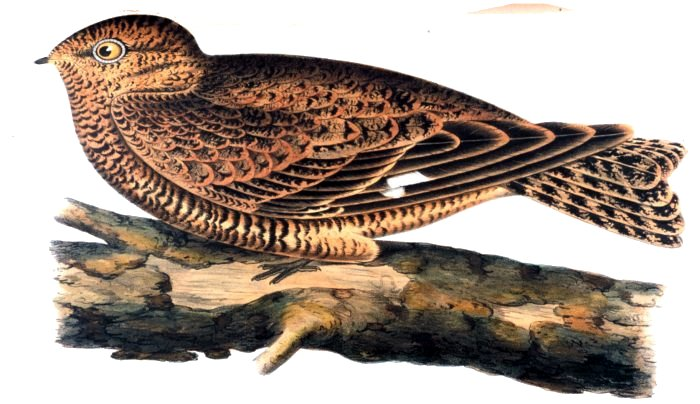
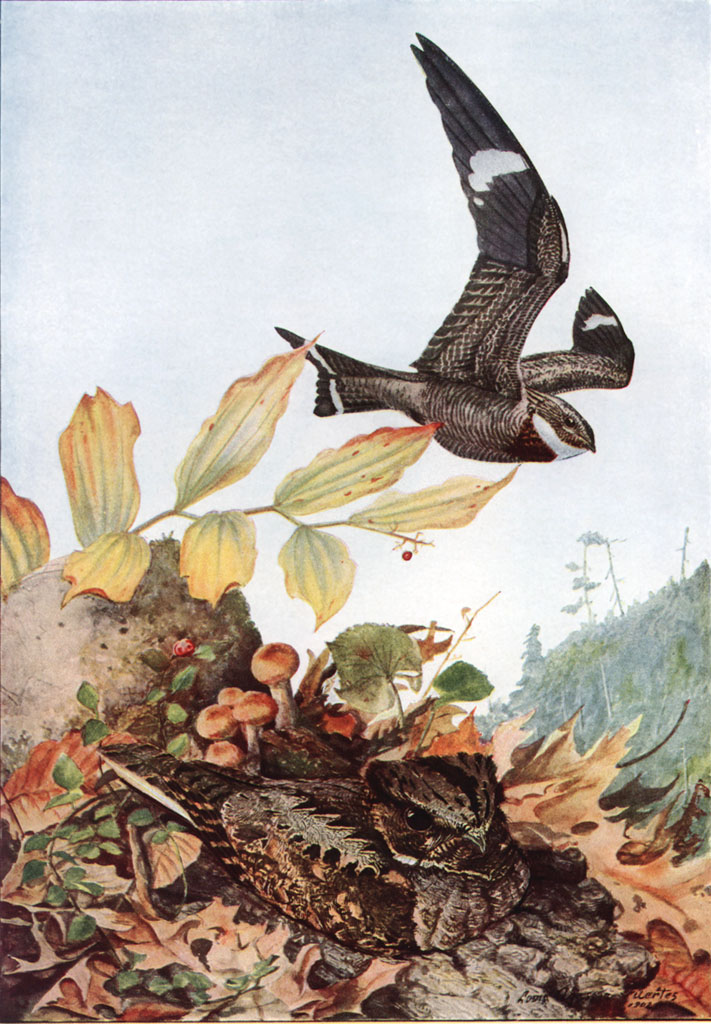